# Aimée (album)
Pour les articles homonymes, voir Aimée.
Albums de Julien Doré
Vous & moi
(2018) Imposteur
(2024)
Singles
1. La Fièvre
Sortie : 25 juin 2020
2. Nous
Sortie : 19 octobre 2020
3. Kiki
Sortie : 23 mars 2021
4. Waf
Sortie : 16 juin 2021
5. La Bise
Sortie : 18 août 2021

Aimée (stylisé aimée) est le cinquième album studio de Julien Doré sorti le 4 septembre 2020.

## Genèse de l'album
Quatre ans se sont écoulés entre la sortie de son album studio & (2016) et d'Aimée (2020). Julien Doré sort d'un succès commercial avec 600 000 exemplaires vendus pour &, d'une longue tournée et d'un album acoustique Vous & moi,.
Dans une interview donnée aux Inrockuptibles, Julien Doré explique sa démarche pour Aimée : « Je ne voulais pas me lancer dans la préparation d'un album qui serait dans la lignée des deux précédents. Après Løve et &, je savais que j'en avais fini avec cette façon d'écrire, sur l'intériorité, l'état amoureux, la souffrance sentimentale. Je ne pouvais pas continuer à creuser ça. Je m'étais dit que je préférais ne plus écrire de chansons si je n'arrivais pas à trouver un virage artistique comparable au virage que j'avais pris dans ma vie d'homme. Je me suis dit qu'à 38 ans, il était peut-être temps que j'arrive, ou en tout cas que j'essaie, de parler de ma vision du monde. De décrire le monde dans lequel nous vivons. De donner mon opinion, sans pour autant passer pour un donneur de leçons, chose qui m'a toujours fait peur. Et puis j'avais envie aussi de changer d'écriture, de ne plus recourir à une certaine abstraction poétique, de ne plus protéger par des formules bizarres, d'essayer au contraire d'être extrêmement clair dans ce que j'exprimais. Avec pour cap que la poésie jaillisse de la simplicité. »

## Caractéristiques de l'album

### Écriture, réalisation des chansons et influences
Julien Doré a écrit et composé toutes les chansons de l'album. Il est co-produit par Julien Doré et Tristan Salvati. Salvati a notamment travaillé sur les albums de Louane, Cœur de Pirate et Angèle. Salvati apporte dans l'album « des percussions exotiques, des échos caribéens et des rythmiques d’obédience ouest-africaine ». Antoine Gaillet a réalisé le mixage et le mastering avec qui Julien Doré travaille depuis deux albums. Pour RTL, l'album comprend « tout du style Doré » avec « un chant susurré et une production planante ». Pour Les Inrocks, Julien Doré mêle dans l'album « simplicité des structures, efficacité des refrains, familiarité des mélodies » et que cette « formule gagnante est servie par des textes où son auteur a le chic des comparaisons, liant intime et universel ».
Plusieurs collaborations sont présentes sur l'album ; les rappeurs belges Caballero et JeanJass sur Bla-bla-bla et Clara Luciani sur Lîle au lendemain. Sur Waf, ses chiens Simone et Jean-Marc sont crédités.

### Titre, pochette et illustration
Le titre de l'album est nommé en référence aux prénoms de la grand-mère et de la mère de Julien Doré,. La pochette de l'album est de couleur rose tendre avec le titre aimée stylisé sans majuscule écrit en bleu turquoise,. Le titre a été trouvé après l'enregistrement de l'album et pendant le confinement dû à la pandémie de Covid-19.

## Promotion

### Singles
Pour promouvoir l'album, plusieurs singles en sont extraits. Le premier La Fièvre sort le 25 juin 2020.
Nous sort en tant que deuxième single le 19 octobre 2020 .
Le 23 mars 2021, Kiki sort en tant que troisième single de l'album.
Waf, le duo avec ses chiens Simone & Jean-Marc, sort en tant que quatrième single de l'album, le 16 juin 2021.

### Singles promotionnels
Barracuda II est sorti le 24 août 2020, en tant que premier single promotionnel,.
L'île au Lendemain en featuring avec Clara Luciani, est sorti en tant que deuxième single promotionnel, le 2 mars 2021.

## Accueil critique
Pour Sophie Rosemont des Inrocks, Aimée est un album où « persiste cette volonté chez Julien Doré d’éviter le pathos, de cultiver une légèreté que seuls possèdent les grands mélancoliques ». Un album où Doré « dépayse son inspiration des souffrances amoureuses à l'angoisse collapsologique. Sans rien céder pour autant sur l'humour et l'efficacité mélodique ». Rosemont constate que « c'est bien sa solitude d'être au monde qui nourrit ses chansons, qui ne sont jamais aussi bonnes que reprises en chœur ».

## Liste des pistes
| Aimée | Aimée                                        | Aimée                        | Aimée                        | Aimée | Aimée | Aimée | Aimée | Aimée | Aimée |
| No    | Titre                                        | Auteur                       | Producteur(s)                | Durée |       |       |       |       |       |
| ----- | -------------------------------------------- | ---------------------------- | ---------------------------- | ----- | ----- | ----- | ----- | ----- | ----- |
| 1.    | La Fièvre                                    | Julien Doré                  | Julien Doré, Tristan Salvati | 4:02  |       |       |       |       |       |
| 2.    | Barracuda I                                  | J. Doré, Julien Noël         | J. Doré, T. Salvati          | 3:38  |       |       |       |       |       |
| 3.    | Kiki                                         | J. Doré                      | J. Doré, T. Salvati          | 3:16  |       |       |       |       |       |
| 4.    | La Bise                                      | J. Doré                      | J. Doré, T. Salvati          | 3:29  |       |       |       |       |       |
| 5.    | Nous                                         | J. Doré                      | J. Doré, T. Salvati          | 3:19  |       |       |       |       |       |
| 6.    | L'île au Lendemain (featuring Clara Luciani) | J. Doré                      | J. Doré, T. Salvati          | 3:47  |       |       |       |       |       |
| 7.    | Ami                                          | J. Doré                      | J. Doré, T. Salvati          | 2:59  |       |       |       |       |       |
| 8.    | Bla-Bla-Bla (featuring Caballero & JeanJass) | J. Doré, JeanJass, Caballero | J. Doré, T. Salvati          | 3:06  |       |       |       |       |       |
| 9.    | Waf (featuring Simone & Jean-Marc)           | J. Doré                      | J. Doré, T. Salvati          | 3:40  |       |       |       |       |       |
| 10.   | Lampedusa                                    | J. Doré                      | J. Doré, T. Salvati          | 2:55  |       |       |       |       |       |
| 11.   | Barracuda II                                 | J. Doré, J. Noël             | J. Doré, T. Salvati          | 3:52  |       |       |       |       |       |
| 38:08 |                                              |                              |                              |       |       |       |       |       |       |

## Classements et certifications

### Classements hebdomadaires
| Classement (2020)            | Meilleure position |
| ---------------------------- | ------------------ |
| Belgique (Flandre Ultratop)  | 121                |
| Belgique (Wallonie Ultratop) | 1                  |
| France (SNEP)                | 1                  |
| Suisse (Schweizer Hitparade) | 4                  |
| Suisse (Charts Romandie)     | 1                  |

### Certification
| Pays                                                                       | Certification           | Ventes certifiées |
| -------------------------------------------------------------------------- | ----------------------- | ----------------- |
| France (SNEP)                                                              | Disque de certification | 350 000‡          |
| xNon précisé par la certification ‡ventes/streaming selon la certification |                         |                   |

## Historique de sortie
| Pays   | Date             | Format                                 | Label                 | Réf.   |
| ------ | ---------------- | -------------------------------------- | --------------------- | ------ |
| Divers | 4 septembre 2020 | - CD - LP - téléchargement - streaming | Columbia (Sony Music) | [ 17 ] |
| France | 20 novembre 2020 | Coffret (10 × 45 tours)                | Columbia (Sony Music) | [ 22 ] |